# Vəcihə Səmədova
Vəcihə Səmədova (ur. 24 listopada 1924 w Baku, zm. 24 października 1965 tamże) – azerbejdżańska artystka specjalizująca się w malarstwie. Znana głównie z portretów i pejzaży martwej natury.

## Życiorys
W 1944 ukończyła Państwową Szkołę Sztuki w Azerbejdżanie. Jej praca dyplomowa była zbiorowym portretem kompozytorów azerbejdżańskich. Oprócz działalności twórczej angażowała się także w działalność publiczną i pedagogiczną. Prace Səmədovej wystawiano również na zagranicznych wystawach organizowanych w Wiedniu, Kairze, Bejrucie, Warszawie, Berlinie, Budapeszcie czy Sofii. 
Səmədova zmarła 24 października 1965 r. W Baku z powodu długiej choroby. Na własną prośbę została pochowana na wspólnym muzułmańskim cmentarzu. Pod koniec 1966 r. W Baku, w Salonie Artystycznym Związku Artystów Azerbejdżańskich, otwarto pośmiertną wystawę prac artystki. Na wystawie zebrano około 200 prac Səmədovej: portrety, obrazy rodzajowe, pejzaże, martwe natury, olej, akwarele czy pastele.